# Thomas Turton
Thomas Turton (né le 5 février 1780 à York - mort le 7 janvier 1864 à Londres) est un mathématicien et évêque anglais. 
Il a occupé la chaire de professeur lucasien de mathématiques de l'université de Cambridge. Il était doyen de Peterborough, évêque d'Ely, doyen de Westminster et compositeur d'hymnes anglicans.